# Farhad Daftary
Farhad Daftary (persiano: فرهاد دفتری‎) (Bruxelles, 23 dicembre 1938) è un islamista iraniano naturalizzato britannico.
Daftary ha conseguito nel 1971 un Ph.D. nell'University of California, Berkeley.  È consulting editor dell'Encyclopaedia Iranica, coeditore (con W. Madelung) dell'Encyclopaedia Islamica ed editore della Ismaili Heritage Series and the Ismaili Texts and Translations Series del The Institute of Ismaili Studies di Londra

## Selezione di opere
Autore
- Farhad Daftary, The Isma'ilis: Their History and Doctrines, Cambridge University Press, 1992, ISBN 978-0-521-42974-0.
- Farhad Daftary, The Assassin Legends: Myths of the Ismaʻilis, I.B. Tauris, 1994, ISBN 978-1-85043-705-5.
- Farhad Daftary, A short history of the Ismailis, Edinburgh University Press, 1998, ISBN 978-0-7486-0687-0. (vers. ital. Gli ismailiti. Storia di una comunità musulmana, a cura di A. Straface, Marsilio, 2011)
- Farhad Daftary, Ismaili literature, I.B.Tauris, 2004, ISBN 978-1-85043-439-9.
- Farhad Daftary, Ismailis in medieval Muslim societies, I.B.Tauris, 2005, ISBN 978-1-84511-091-8.
- Farhad Daftary e Zulfikar Hirji, The Ismailis: An Illustrated History, Azimuth Editions, 2008, ISBN 978-1-898592-26-6.

Curatore di libri
- Farhad Daftary (a cura di), Intellectual Traditions in Islam, I.B. Tauris, 2001, ISBN 978-1-86064-760-4.
- Farhad Daftary (a cura di), Mediaeval Isma'ili History and Thought, Cambridge University Press, 2001, ISBN 978-0-521-00310-0.
- Farhad Daftary e Josef Meri (a cura di), Culture and memory in medieval Islam: essays in honour of Wilferd Madelung, I.B. Tauris, 2003, ISBN 978-1-86064-859-5.
- Farhad Daftary, Elizabeth Fernea e Azim Nanji (a cura di), Living in Historic Cairo: Past and Present in an Islamic City, University of Washington Press, 2010, ISBN 978-1-898592-28-0.